# قمیشلو (دهاقان)
قمیشلو روستایی است که در شهرستان دهاقانِِ از توابع استان اصفهان واقع شده‌است.

## جمعیت
جمعیت این روستا براساس سرشماری مرکز آمار ایران در سال ۱۳۸۵، ۱٬۶۸۷ نفر (۴۷۱ خانوار) بوده‌است. پنج سال بعد، در سرشماری 1390 جمعیت آن به 1526 نفر کاهش یافته است. در آخرین سرشماری انجام گرفته (1395) نیز این سکونتگاه همچنان با روند کاهشی دارای 1304 نفر جمعیت (661 مرد و 643 زن) در قالب 418 خانوار می‌باشد.

## قومیت‌ها
مردمان روستای قمیشلوی اصفهان ترک قشقایی میباشند و به زبان ترکی قشقایی هم تکلم میکنند.